# Mycetia cauliflora
Mycetia cauliflora är en måreväxtart som beskrevs av Caspar Georg Carl Reinwardt. Mycetia cauliflora ingår i släktet Mycetia och familjen måreväxter. Inga underarter finns listade i Catalogue of Life.